# بيزنط

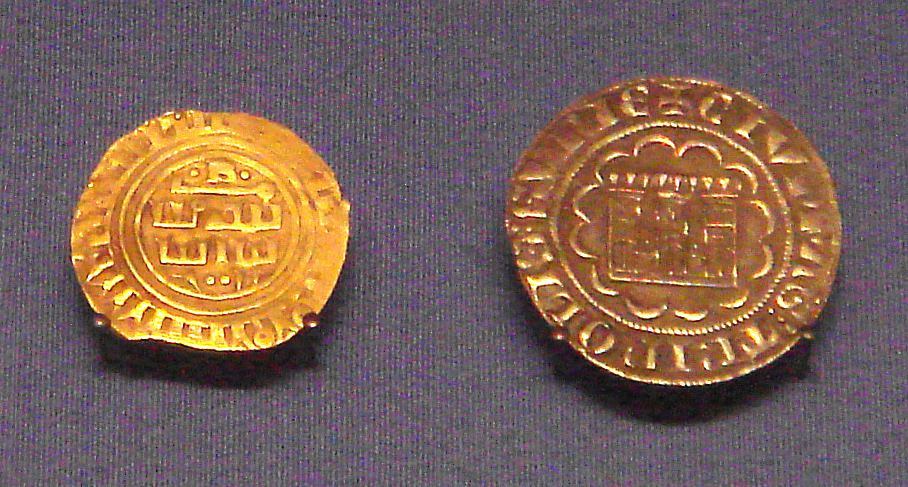
عن يمين: قطعة فضة من مقاطعة طرابلس (1275-1287)، وعن يسار بيزنط مطلي بالذهب مكتوب عليه بالعربية (1270-1300) في المتحف البريطاني.

البِيزَنط يصف في مصطلحات في العصور الوسطى في أوروبا الغربية العديد من العملات الذهبية في الشرق ، وكلها مشتقة في نهاية المطاف من الصولدي. الكلمة مشتقة من القسطنطينية عاصمة الإمبراطورية البيزنطية